# Biskupská konzistoř
Biskupská konzistoř (latinsky episcopale consistorium) je poradní sbor diecézního biskupa, který však není jejím názorem vázán. Její členy jmenuje diecézní biskup zejména z řad kanovníků katedrální kapituly, ale mohou jimi být i jiní duchovní či laici. V čele biskupské konzistoře stojí diecézní biskup, jeho zástupcem je generální vikář.
Člen biskupské konzistoře se nazývá konzistorní rada. Toto označení se začalo používat také jako čestný titul (tzv. čestný konzistorní rada), a proto byli členové konzistoře (do roku 1983, kdy vstoupil v platnost nový Kodex kanonického práva) pro rozlišování nazýváni jako skuteční konzistorní radové.